# Teoria quantistica dei campi nello spazio-tempo curvo
La teoria quantistica dei campi nello spazio-tempo curvo è il tentativo di unificazione della teoria quantistica dei campi con la relatività generale. La teoria studia le dinamiche dei campi di materia quantistica che si propagano in un sottofondo statico curvo. Grazie al principio di equivalenza la procedura di quantizzazione assomiglia molto a quella dello spazio-tempo di Minkowski, una volta che si è scelto l'idoneo formalismo; comunque, in essa si manifestano fenomeni particolari che non sono presenti in uno spazio-tempo piatto.
Generalmente i campi quantistici in uno spazio-tempo curvo non possono essere più interpretati come particelle. Solo in determinate situazioni, come lo spaziotempo piatto asintotico, si recupera il concetto di particella, ed inoltre ciò dipende anche dall'osservatore. Una previsione generale della teoria consiste nella creazione di particelle da parte dei campi gravitazionali.
Probabilmente l'applicazione più evidente di questa teoria è la previsione di Hawking secondo cui i buchi neri di Schwarzschild producono una radiazione con uno spettro termico, dando luogo alla cosiddetta evaporazione del buco nero. Una previsione correlata a questa è l'effetto Unruh: l'osservatore in accelerazione nel vuoto misura un bagno termico di particelle.
La teoria quantistica dei campi nello spazio-tempo curvo può essere considerata come una prima possibile approssimazione alla teoria della gravità quantistica. Il passo successivo, che deriva direttamente da questa teoria, è la gravità semiclassica dove il sottofondo viene considerato dinamico anziché statico (sebbene sia ancora considerato classico).